# NGC 147

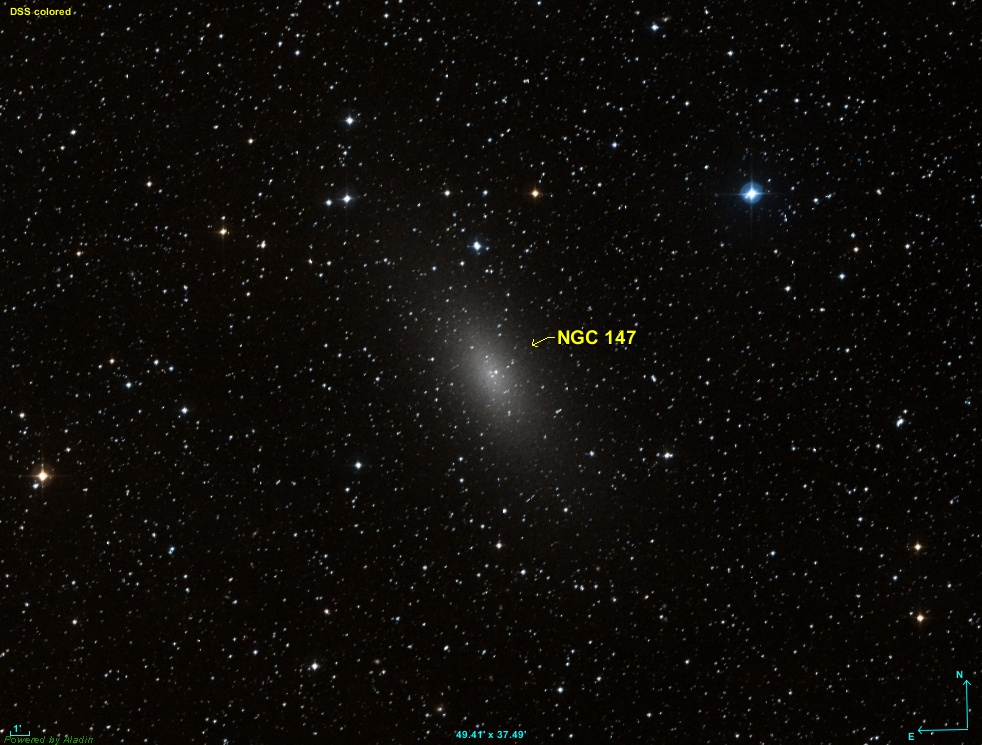
NGC 147

NGC 147（也稱為DDO 3、科德韋爾 17）是仙后座的一個矮橢球星系。星等為9.4，赤經為33分11.7秒，赤緯為48°30'26"。1829年9月8日，約翰·弗里德里希·威廉·赫歇爾發現NGC 147。
NGC 147是本星系群的成員，也是仙女座星系的衛星星系。它與附近的星系NGC 185（M31 的另一顆遙遠的衛星）形成一對。NGC 147比用小型望遠鏡可見的NGC 185更難看到。在韋伯學會深空觀測者手冊中，NGC 147的視覺外觀描述如下：
大型，相當暗淡，呈現不規則圓形；中間部分明亮，形成星系核。
1944年，沃爾特·巴德利用位於洛杉磯附近的威爾遜山的100英寸（2.5 公尺）望遠鏡從NGC 147解析出單顆恆星，從而確認了NGC 147屬於本星系群。

## 外部連結
- NGC 147
- http://simbad.u-strasbg.fr/sim-id.pl?Ident=NGC%20147